# Fondazione di Roma
La fondazione di Roma è stata fissata al 21 aprile dell'anno 753 a.C., 1 AUC, dal letterato latino Varrone, sulla base dei calcoli effettuati dall'astrologo Lucio Taruzio. Leggende alternative, basate su altri calcoli, indicano date diverse. 
Gli antichi Romani hanno elaborato un complesso racconto mitologico sulle origini della città e dello stato; il racconto ci è giunto con le opere storiche di Tito Livio, Dionigi di Alicarnasso, Plutarco e le opere poetiche di Virgilio e Ovidio, quasi tutti vissuti nell'età augustea. In quest'epoca le leggende, riprese da testi più antichi, vengono rimaneggiate e fuse in un racconto unitario, nel quale il passato viene interpretato in funzione delle vicende del presente. 
I moderni studi archeologici, che si basano su queste e su altre fonti scritte, nonché sugli oggetti e sui resti di costruzioni rinvenuti in vari momenti negli scavi, tentano di ricostruire la realtà storica che sta dietro il racconto mitico, nel quale man mano si sono andati riconoscendo elementi di verità. Secondo la storiografia moderna, Roma non fu fondata con un atto volontario ma, come altri centri coevi dell'Italia centrale, dalla progressiva riunione di villaggi.

## La leggenda
Il mito racconta di una fondazione avvenuta a opera di Romolo, discendente dalla stirpe reale di Alba Longa, che a sua volta discendeva da Ascanio, figlio di Creusa e di Enea, l'eroe troiano giunto nel Lazio dopo la caduta di Troia. Plutarco racconta che:
(Plutarco, Vite parallele, Romolo, 3, 1.)

### Il viaggio di Enea: da Troia alLatium vetus

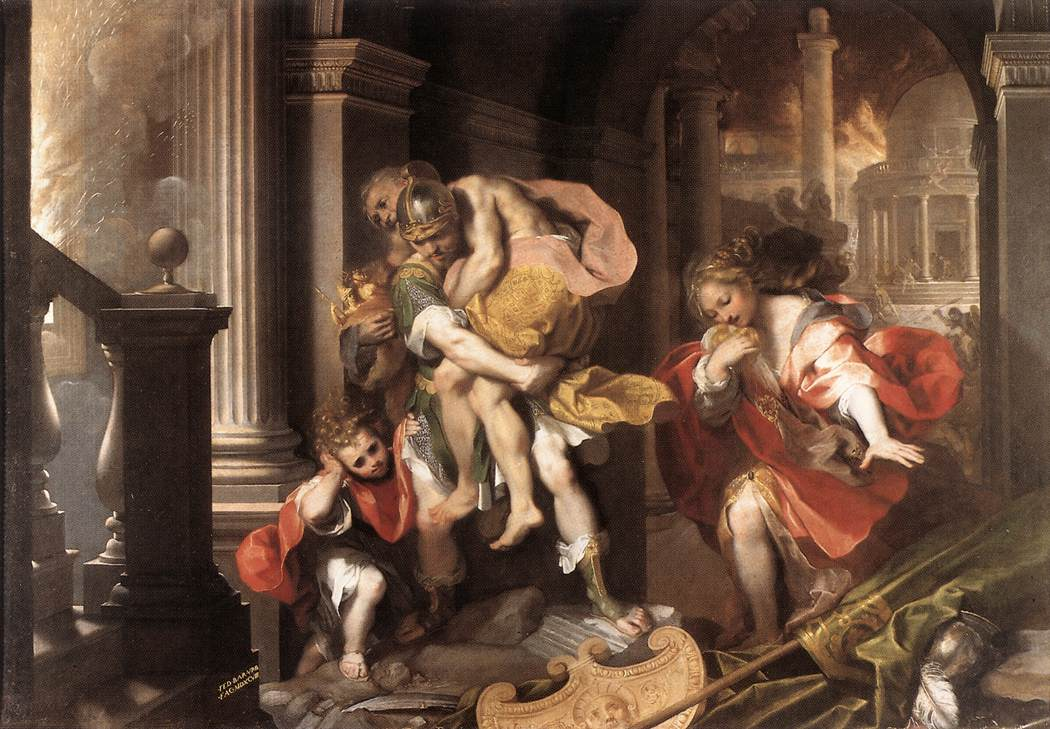
Federico Barocci
Fuga di Enea da Troia, 1598
Galleria Borghese, Roma

Come si racconta nell'Eneide, Enea, figlio della dea Venere, fuggì da Troia, presa dagli Achei, con il padre Anchise e il figlioletto Ascanio. Il viaggio che Enea percorse prima di raggiungere le coste del Latium vetus (antico Lazio) fu lungo e pericoloso. Egli, infatti, per volere di Giunone, che si era adirata con lui, fu costretto ad approdare a Cartagine dove, accolto dalla regina della città, Didone, se ne innamorò e rimase per un anno al suo fianco. Ma per ordine del Fato e di Giove, Enea dovette ripartire, prendendo la via dell'antico Lazio. La disperazione di Didone nel vedere l'amato allontanarsi la portò al suicidio.
Dopo varie peregrinazioni nel mar  Mediterraneo, Enea approdò nel Lazio nel territorio di Laurento. Qui, secondo alcuni, venne accolto da Latino, re degli Aborigeni, secondo altri, fu costretto a battersi. Il destino volle che il re italico fosse vinto in battaglia e costretto a fare pace con l'eroe troiano. Si narra, inoltre, che una volta conosciuta la figlia del re, Lavinia, i due giovani si innamorarono perdutamente l'uno dell'altra, sebbene Lavinia fosse stata già promessa in sposa a Turno, re dei Rutuli. Latino si convinse ad assecondare i desideri della giovane figlia ed a permetterle dunque di sposare l'eroe giunto da Troia, pur sapendo che prima o poi avrebbe dovuto affrontare Turno, il quale non aveva accettato che lo straniero venuto da lontano gli fosse preferito.
La guerra che ne seguì non portò nessuna delle due parti a rallegrarsi. I Rutuli furono vinti e Latino, re alleato di Enea, fu ucciso.
(Tito Livio, Ab Urbe condita libri, I, 2.)
Virgilio invece narra che la guerra tra Italici e troiani ebbe inizio dopo che Giunone provocò tra le popolazioni rivali una rissa nella quale morì il giovane Almone, cortigiano del re Latino. Il conflitto vide il tiranno etrusco Mezenzio e la maggior parte delle popolazioni italiche correre in appoggio a Turno, mentre Enea ottenne l'alleanza dei Liguri, di alcune popolazioni greche provenienti da Argo e stanziate nella città di Pallante sul Palatino, regno dell'arcade Evandro e di suo figlio Pallante, nonché degli Etruschi ostili a Mezenzio. Qui si inserisce l'episodio dei ragazzi troiani Eurialo e Niso che, uscendo nottetempo dal campo per andare incontro ad Enea, fecero irruzione in quello dei nemici, che giacevano addormentati, e vi fecero una strage di giovani guerrieri, culminata con la decapitazione del condottiero Remo (a opera di Niso):
(Virgilio, Eneide, libro IX, vv.330-33, traduzione in versi di Stefano Stefani)
Eurialo e Niso vennero scoperti e uccisi. La guerra riprese anche più cruenta: Pallante cadde nel duello contro Turno, che riuscì a spogliarlo della cintura. Ma Enea capovolse le sorti del conflitto uccidendo Mezenzio. In seguito per evitare altre vittime Turno si decise a sfidare Enea. Turno rimase gravemente ferito durante il duello: Enea fu tentato di risparmiarlo, ma alla vista della cintura di Pallante non esitò ad ucciderlo, mettendo così fine alla guerra. Il capo troiano poté finalmente sposare Lavinia e fondare la città di Lavinio , chiamata così in onore della moglie.

### Da Ascanio a Romolo e Remo

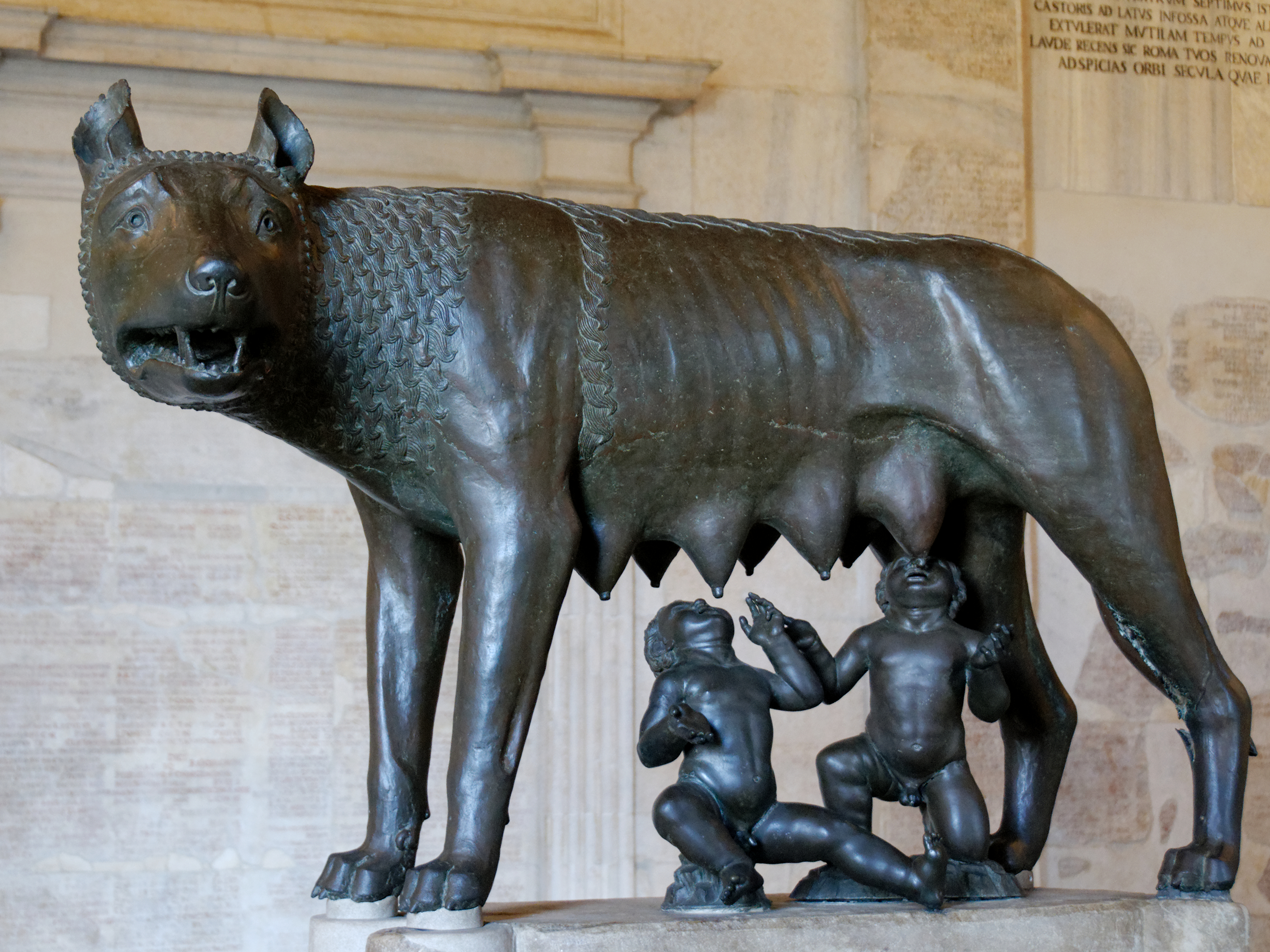
La lupa capitolina, Romolo e Remo.

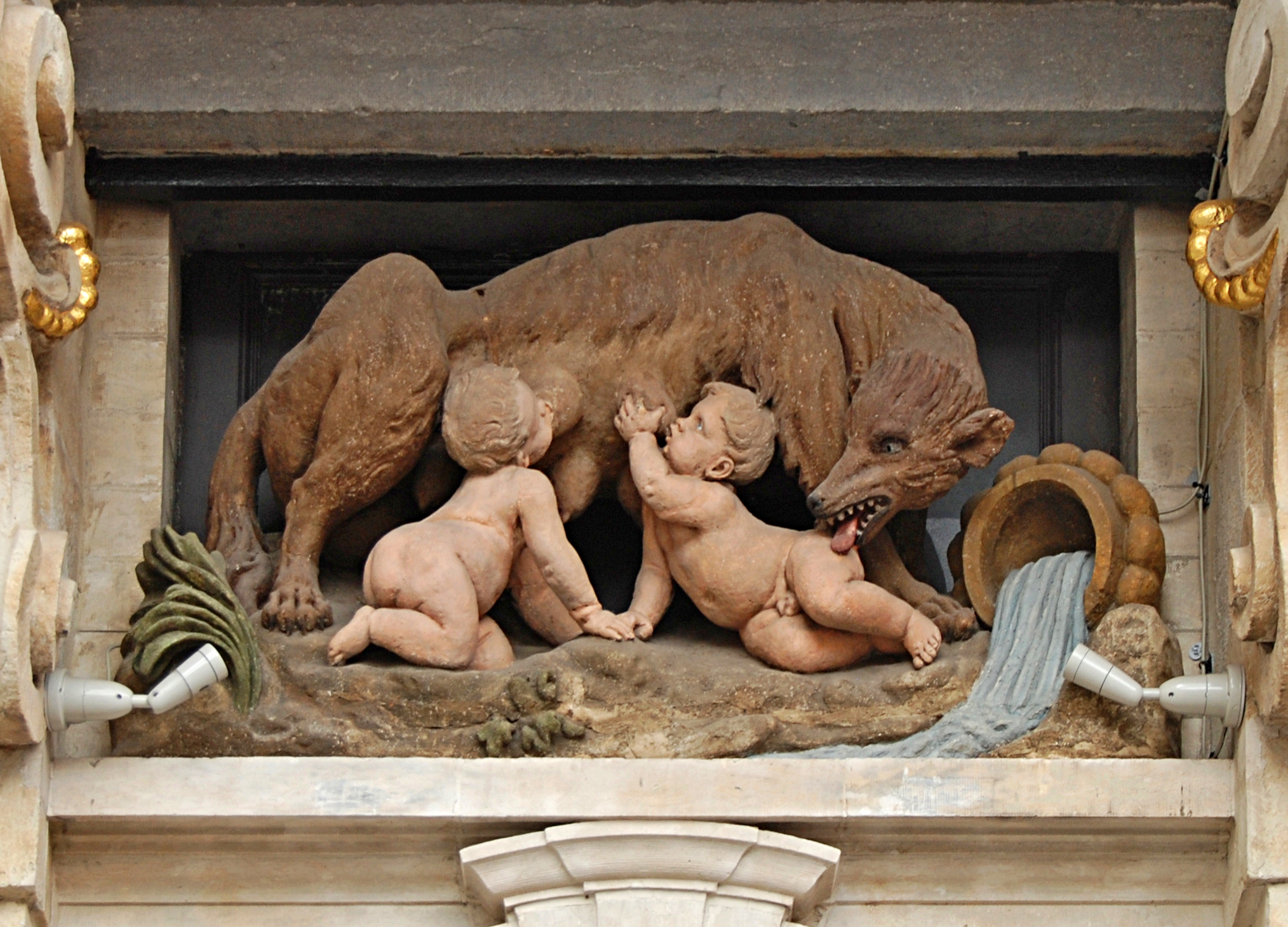
Romolo e Remo sulla Casa della Lupa nella Grand Place di Bruxelles.

Trent'anni dopo la fondazione di Lavinio, il figlio di Enea, Ascanio, fonda una nuova città: Alba Longa, sulla quale regnarono i suoi discendenti per numerose generazioni (dal XII all'VIII secolo a.C.) come ci racconta Tito Livio. Molto tempo dopo il figlio e legittimo erede del re Proca di Alba Longa, Numitore, viene spodestato dal fratello Amulio, che costringe sua nipote Rea Silvia, figlia di Numitore, a diventare vestale e a fare quindi voto di castità per impedirle di generare un possibile pretendente al trono. Il dio Marte però s'innamora della fanciulla e la rende madre di due gemelli, Romolo e Remo, quest'ultimo chiamato come il condottiero rutulo decapitato nel sonno da Niso durante la guerra latina.
Il re Amulio, saputo della nascita, ordina l'assassinio dei gemelli per annegamento, ma il servo incaricato non trova il coraggio di compiere tale misfatto e li abbandona sulla riva del fiume Tevere. Rea Silvia viene poi fatta uccidere da Amulio, o secondo versioni meno accreditate, muore di stenti dopo essere stata imprigionata: c'è anche chi afferma che viene messa in prigione su richiesta della figlia di Amulio salvo poi essere liberata.
La cesta nella quale i gemelli erano stati adagiati si arenerà presso la palude del Velabro, tra Palatino e Campidoglio, nei pressi di quello che sarà poi il foro romano, alle pendici di una cresta del Palatino, il Germalus, sotto un fico, il fico ruminale o romulare, nei pressi di una grotta detta Lupercale.
Lì i due vengono trovati e allattati da una lupa che aveva perso i cuccioli ed era stata d'altra parte attirata dal pianto dei gemelli (secondo alcuni la lupa era forse una prostituta, all'epoca le prostitute erano chiamate anche lupae, donde l'italiano lupanare), e da un picchio (animale sacro per i Latini) che li protegge, entrambi animali sacri a Marte. In quei pressi portava al pascolo il gregge il pastore Faustolo (porcaro di Amulio) che trova i gemelli e insieme con la moglie Acca Larenzia (secondo alcuni detta lupa dagli altri pastori, forse in quanto dedita alla prostituzione) li cresce come suoi figli.

### Morte di Remo e fondazione di Roma
Una volta adulti e conosciuta la propria origine, Romolo e Remo fanno ritorno ad Alba Longa, uccidono Amulio e rimettono sul trono il nonno Numitore. Romolo e Remo, non volendo abitare ad Alba Longa senza potervi regnare finché era in vita il nonno materno, ottengono il permesso di andare a fondare una nuova città, nel luogo dove erano cresciuti. Lo stesso Tito Livio aggiunge che del resto la popolazione di Albani e Latini era in eccesso, mentre Plutarco aggiunge:
(Plutarco, Vita di Romolo, 9, 1-2.)

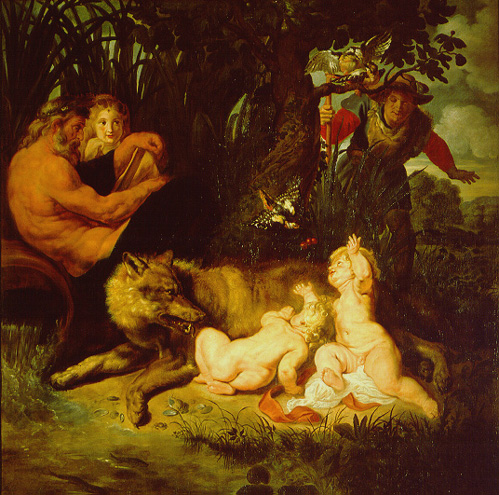
Rubens
Romolo e Remo allattati dalla Lupa, ca 1616
Roma, Musei capitolini.

Romolo vuole chiamarla Roma ed edificarla sul Palatino (con il suo nome mischiato con quello di suo fratello), mentre Remo la vuole chiamare Remora e fondarla sull'Aventino. È lo stesso Tito Livio che riferisce le due più accreditate versioni dei fatti:
(Livio, I, 7)
La versione di Plutarco è simile alla prima di quelle riportate di Livio, con l'eccezione che Romolo potrebbe non aver avvistato alcun avvoltoio. La sua vittoria sarebbe pertanto stata per alcuni frutto dell'inganno. Questo il motivo per cui Remo si adirò e ne nacque la rissa che portò alla sua morte.
Anche Ennio riporta la versione degli auspici tratti dal volo degli uccelli, con un uccello avvistato mentre vola da sinistra (quindi favorevole a Remo), e un successivo avvistamento di dodici uccelli che si posano su loghi belli e di buon auspicio, che Romolo interpreta come segno a lui favorevole.
La città, di forma quadrata, fu quindi fondata sul Palatino, nella sesta Olimpiade, 24 anni dopo che fu celebrata la prima, e Romolo divenne il primo Re di Roma.

### Le figure di Enea e Romolo nelle fonti greche
Nell'Iliade, Enea durante il duello con Achille viene salvato dal dio Poseidone, che ne profetizza il futuro regale. Questo vaticinio e il fatto che non ne sia narrata la morte nelle vicende della caduta della città di Troia, permise la creazione di leggende sulla sorte successiva dell'eroe.

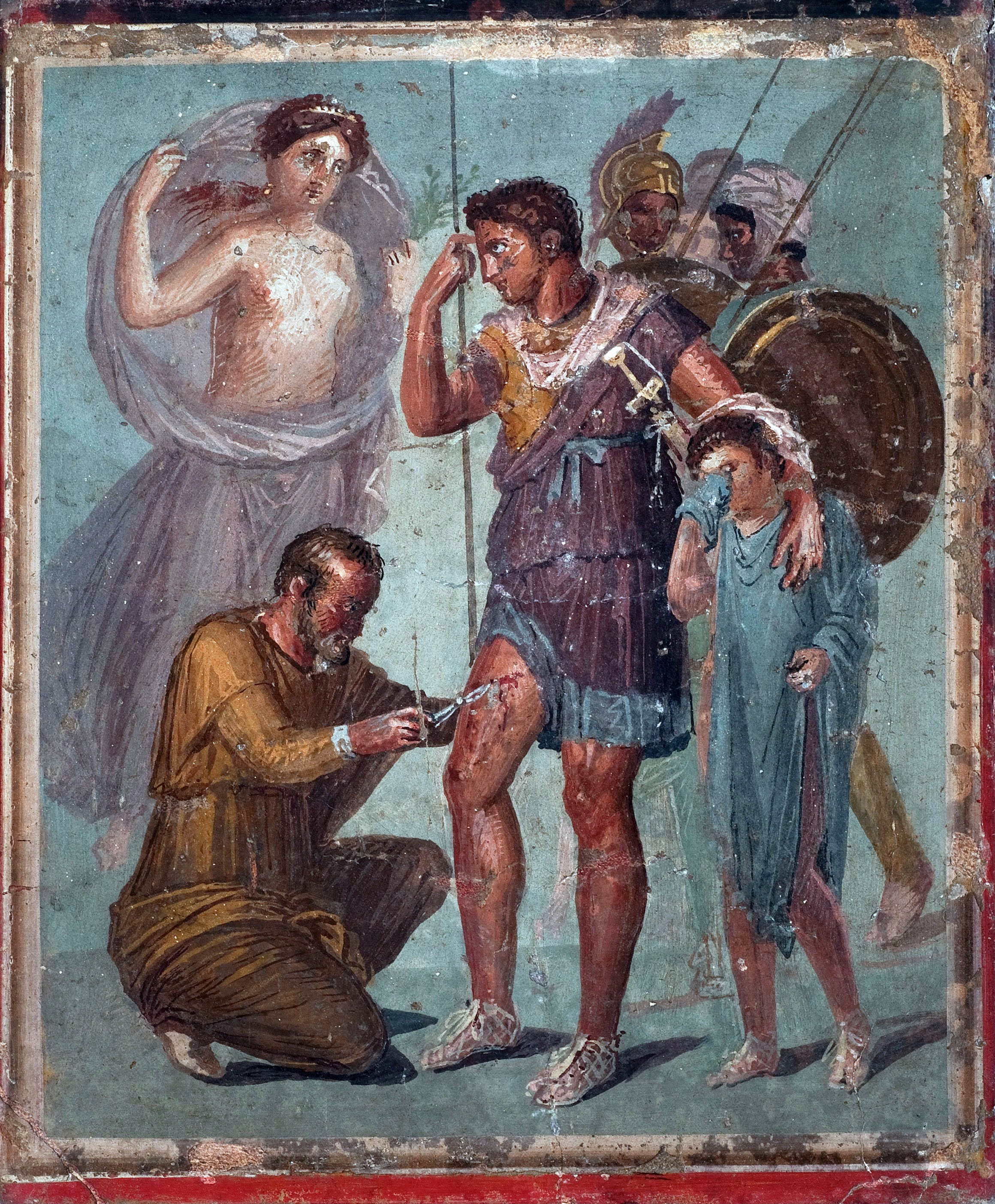
Enea curato dal medico Iapige, sorretto dal figlio Ascanio e assistito da Venere, pittura parietale, I secolo a.C., da Pompei, Napoli, Museo Archeologico Nazionale

Nell'Iliou persis di Arctino di Mileto, della metà dell'VIII secolo a.C., si racconta la sua partenza verso il monte Ida, mentre nell'Inno omerico ad Afrodite, della fine del VII secolo a.C., Enea viene visto regnare sulla nuova Troia ricostruita, al posto della stirpe di Priamo. Anche la città di Ainea nella penisola calcidica si riteneva fondata da Enea e una moneta cittadina della fine del VI secolo a.C. rappresenta la fuga dell'eroe da Troia. Con Stesicoro, nel VI secolo a.C., viene introdotto il viaggio di Enea verso l'Occidente. Il testo letterario non ci è giunto, ma ne rimane testimonianza nelle raffigurazioni con "didascalie" della Tabula Iliaca (rilievo proveniente da Boville nei Musei Capitolini di Roma, databile al I secolo d.C.).
Nel V secolo a.C. i Greci crearono quindi probabilmente la leggenda della fondazione di Roma da parte di Enea: Dionigi di Alicarnasso ci riporta il racconto di Ellanico di Lesbo e di Damaste di Sigeo che avevano preso a modello le altre fondazioni di città greche attribuite agli eroi omerici. Viene anche inventata un'eroina troiana che avrebbe dato il suo nome alla nuova città ("Rome").
La presenza di raffigurazioni del mito di Enea su oggetti rinvenuti in centri etruschi tra la fine del VI e gli inizi del V secolo a.C. ha fatto ipotizzare che il mito si sia sviluppato in realtà in quest'epoca in Etruria.
La relazione di Enea con Lavinia viene introdotta, alla fine del IV secolo a.C., da Timeo di Tauromenio, che, come testimoniato nuovamente da Dionigi di Alicarnasso, racconta di avervi visto i Penati troiani. Il legame con Lavinio è testimoniato anche dal poeta Licofrone. Si tratta forse di un mito di fondazione di origine latina o romana, attestato archeologicamente: un tumulo funerario, databile in origine al VII secolo a.C., mostra un adeguamento a funzioni di culto proprio alla fine del IV secolo a.C. e corrisponde a una descrizione di Dionigi di Alicarnasso del cenotafio dell'eroe, costruito nel luogo in cui era scomparso (rapito in cielo) nel corso di una battaglia.
A cavallo tra il VI e il V secolo a.C. lo storico siceliota Alcimo descrive per primo il mito della fondazione della città, con la lupa che salva e alleva i due gemelli discendenti di Enea.
Tra il IV e il III secolo a.C. infatti, dopo una lunga elaborazione di materiali tradizionali, tra cui ebbe forse particolare peso quello di origine gentilizia (le "storie di famiglia" del patriziato), viene a delinearsi il racconto della fondazione della città da parte di Romolo e Remo. Questa "gestazione" della leggenda e la selezione dei materiali della tradizione, fino a quel momento probabilmente trasmessi per via orale, dipende fortemente dal contesto contemporaneo: Roma deve poter essere accolta nel mondo culturale greco minimizzando l'apporto etrusco. La storia arcaica di Roma, a partire dalla fondazione viene quindi riferita da Fabio Pittore (che scrive in greco) e sarà ripetuta nelle Origines di Catone, negli scritti di Calpurnio Pisone e negli Annales di Ennio.
A Eratostene di Cirene si devono l'invenzione della dinastia regale di Alba Longa, l'eliminazione dello scarto cronologico tra la data della caduta di Troia, agli inizi del XII secolo a.C., e la data di fondazione della città, alla metà dell'VIII secolo a.C. Secondo Ennio, Romolo e Remo sono invece figli della figlia di Enea, di nome Ilia. Saranno infine Catone il Censore, Tito Livio, Dionigi di Alicarnasso, Appiano e Cassio Dione a narrare la leggenda come è conosciuta dell'Eneide di Virgilio. Questi aggiunge tuttavia alle peregrinazioni dell'eroe la sosta presso la regina Didone, che rappresenta la spiegazione mitica dell'ostilità tra Roma e Cartagine.

### Altre leggende sulla nascita della città

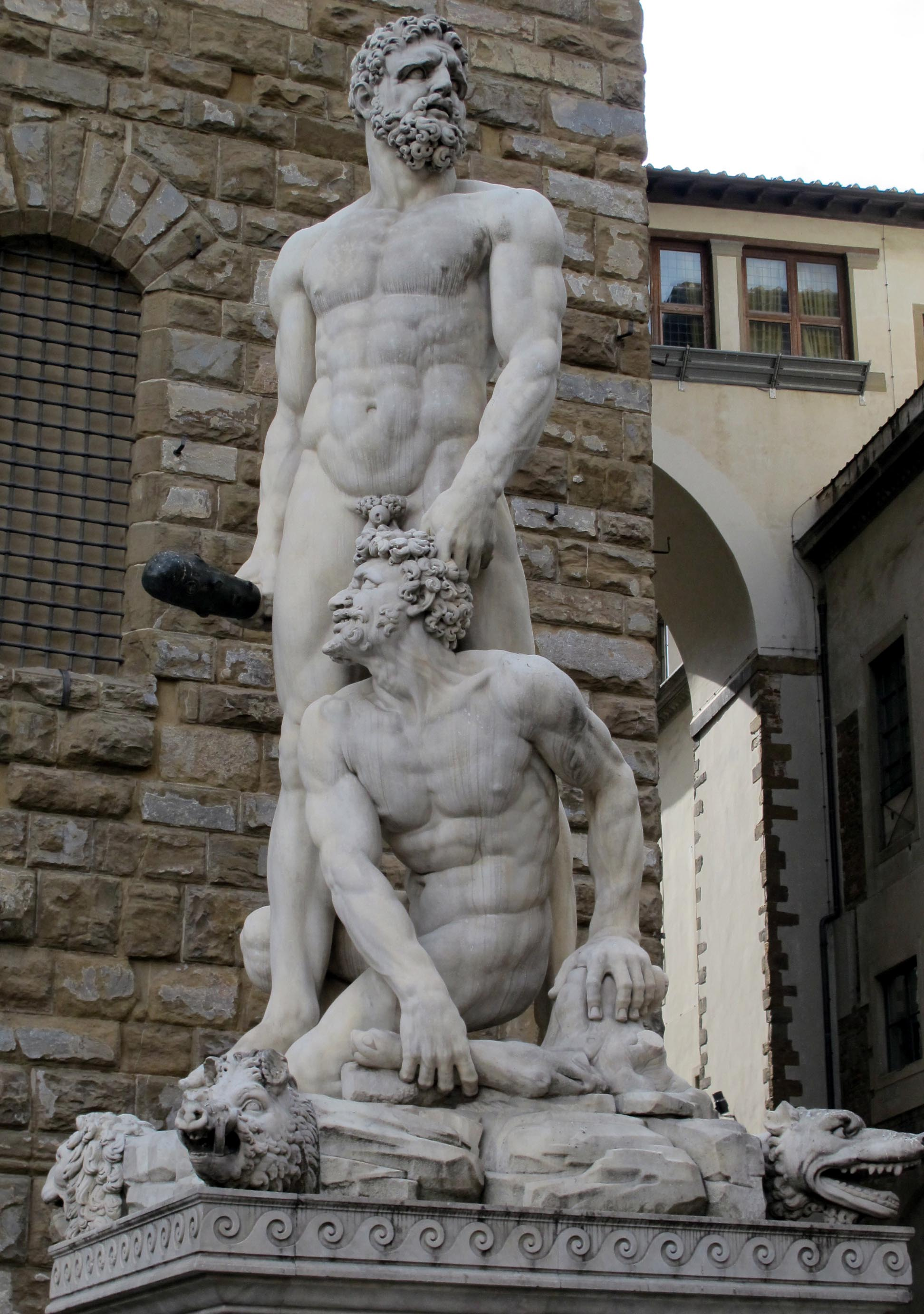
Ercole e Caco (scultura di Baccio Bandinelli, Piazza della Signoria - Firenze).

C'è un'altra tradizione, raccontata da autori antichi come Strabone o Tito Livio, secondo la quale Roma fu una colonia greca arcade, fondata da Evandro. A Pallante, la città sul Palatino sorta nel luogo in cui sarà fondata Roma, si colloca anche il regno di Evandro, citato nell'Eneide virgiliana. Evandro avrebbe dato ospitalità a Eracle che conduceva le mandrie sottratte a Gerione. Evandro, che aveva saputo dalla madre Nicostrata, esperta di divinazione, il destino dell'eroe greco, comprese le fatiche che avrebbe dovuto superare, gli dedicò un altare, facendovi un sacrificio secondo il rito greco, ancora presente ai tempi di Strabone. Si racconta, inoltre, che durante il suo soggiorno, le mandrie gli furono rubate da Caco, figlio di Tifone, che egli schiantò con un colpo di clava mentre cercava di impedirgli di entrare per riprendersi la mandria.
Ma il personaggio e la sua città rivestono anche un'importanza che probabilmente esula da quella esclusivamente mitologica. Dal nome di Pallante (secondo alcune versioni, Pallanteo) potrebbe infatti essere derivato lo stesso toponimo di Palatino. La coincidenza poi che le feste "Palilie" si celebrassero nella data della fondazione di Roma può far pensare a un'ipotesi di accordo e di spartizione del territorio tra la gente di Romolo, stanziata sul Germalo, altura settentrionale del Palatino, e quella di Evandro, stabilitasi sul Palatino vero e proprio, più a sud, riservando alla Velia, l'altura intermedia, il ruolo forse di area cimiteriale, come i reperti archeologici lasciano supporre. Non va neanche sottovalutato il rilievo che assume la figura di Ercole e l'ospitalità offertagli dallo stesso Evandro: Ercole, ladro e assassino (avendo ucciso Gerione per rubargli le mandrie), che cerca rifugio in una regione infestata da ladri (Caco aveva il suo rifugio nel vicino bosco della dea Laverna – vedi anche Porta Lavernalis) è molto simile ai proto-romani, pastori e personaggi comunque poco raccomandabili, riuniti sul Germalo in una comunità rozza e violenta che però è disposta a riconoscere il diritto d'asilo.
Altre varianti riguardano gli stessi Romolo e Remo, figli di Enea e Dessitea, nati già a Troia, oppure di Latino, figlio di Telemaco e di Rhome, o ancora di una Emilia, figlia di Enea, e del dio Marte.
Una leggenda racconta infine una diversa versione: sul focolare della casa di Tarchezio, tirannico re di Alba Longa, era apparso un fallo, che un oracolo impose di far unire con una fanciulla vergine. La figlia del re si fece tuttavia sostituire da una schiava, ma venne scoperta dal padre: le due donne furono imprigionate e i gemelli nati da quell'unione furono esposti in una cesta lasciata nel Tevere.
Anche la figura di Acca Larenzia compare in un diverso racconto che ci ha tramandato Plutarco: il guardiano del tempio di Ercole aveva perso una partita a dadi che aveva giocato contro il dio stesso e la cui posta era una donna. Il guardiano invitò dunque Acca Larenzia nel tempio e ve la richiuse. Dopo aver passato la notte con lei Ercole favorì le sue nozze con il ricco Tarunzio, che alla sua morte la lasciò erede delle sue ricchezze: Acca Larenzia le donò al popolo romano. L'episodio spiega in tal modo il culto che le veniva dedicato (festa dei Larentalia), che forse è dovuto all'antico carattere divino di questa figura.
Secondo Plinio il Vecchio e Aulo Gellio i dodici figli di Acca Larenzia e di Faustolo sarebbero stati all'origine del collegio sacerdotale dei fratres Arvales, caratterizzato dall'uso di rituali e formulari arcaici.

### Origine del nome nella letteratura antica
L'origine del nome della città era incerta anche in età arcaica. Servio, grammatico a cavallo tra il IV e il V secolo d.C., riteneva che il nome derivasse da un'antica denominazione del fiume Tevere, Rumon, dalla radice ruo (a sua volta proveniente dal greco ρεω), scorro, così da assumere il significato di Città del Fiume. Ma si tratta di un'ipotesi che non ha riscosso successo.

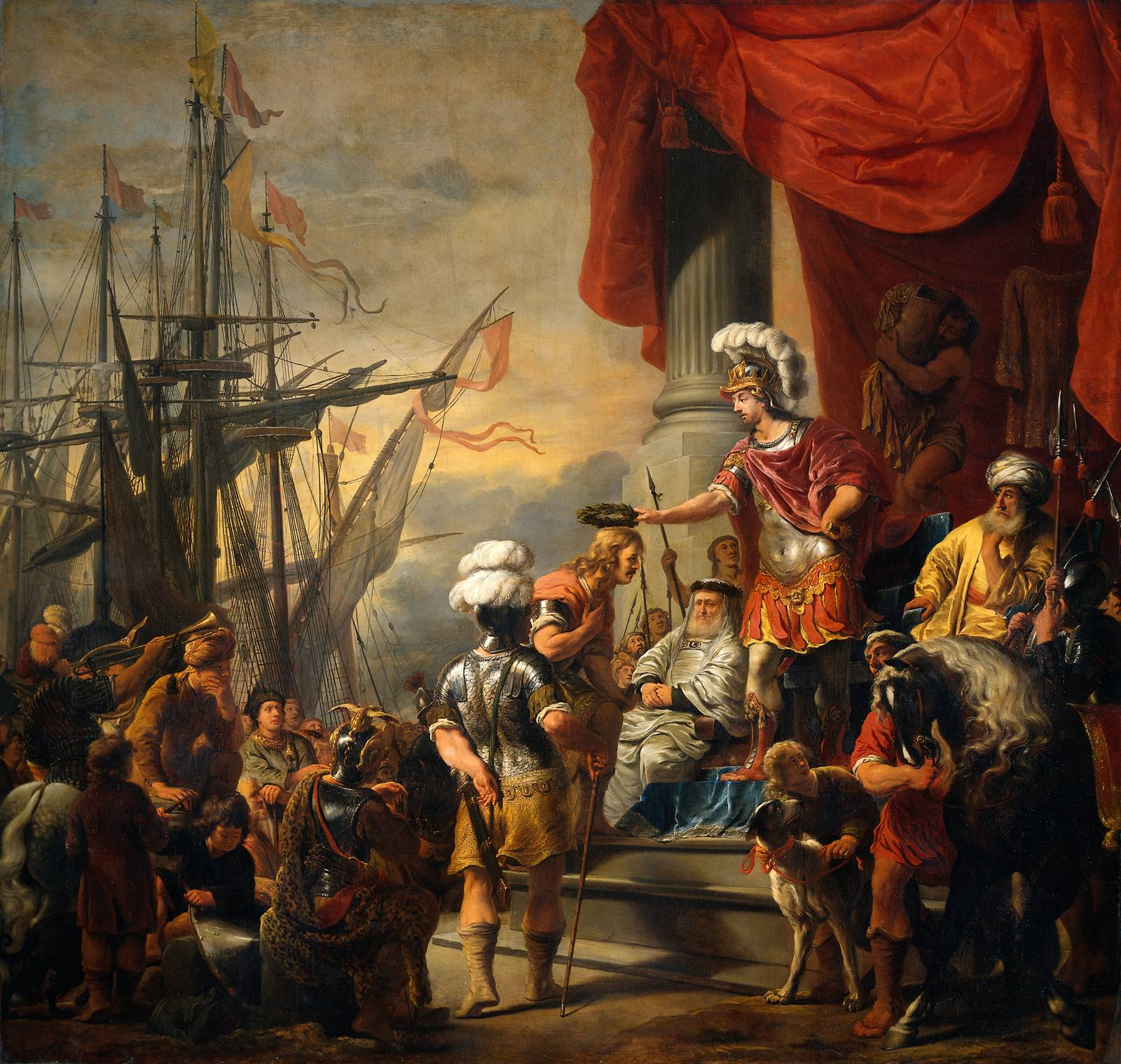
Enea alla corte del re Latino, olio su tela di Ferdinand Bol, 1661-1663 ca, Amsterdam, Rijksmuseum.

Gli autori di origine greca, primo fra tutti Plutarco, tendevano naturalmente a celebrarsi come i civilizzatori e i colonizzatori del bacino del Mediterraneo e quindi insistevano sulla lontana origine ellenica della città. Una prima versione fornita da Plutarco vede la fondazione di Roma dovuta al popolo dei Pelasgi, i quali una volta giunti sulle coste del Lazio, avrebbero fondato una città il cui nome ricordasse la loro prestanza nelle armi (rhome). Secondo una seconda ricostruzione dello stesso autore, i profughi troiani guidati da Enea arrivarono sulle coste del Lazio, dove fondarono una città presso il colle Pallantion a cui diedero il nome di una delle loro donne, Rhome. Una terza versione, sempre di Plutarco, offre ipotesi alternative, secondo le quali Rome poteva essere un mitico personaggio eponimo, figlia di Italo, re degli Enotri o di Telefo, figlio di Eracle, sposò Enea o il figlio, Ascanio.
Una quarta versione vede Roma fondata da Romano, figlio di Odisseo e di Circe; una quinta da Romo, figlio di Emazione, giunto da Troia per volontà dell'eroe greco Diomede; una sesta da Romide, tiranno dei Latini, che era riuscito a respingere gli Etruschi, giunti in Italia dalla Lidia e in Lidia dalla Tessaglia. Un'altra versione fa della stessa Rome la figlia di Ascanio, e quindi nipote di Enea. Ancora una Rome profuga troiana giunge nel Lazio e sposa il re Latino, sovrano del popolo lì stanziato e figlio di Telemaco, da cui ebbe un figlio di nome Romolo che fondò una città chiamata col nome della madre. In tutte le versioni si ritrova l'eponima chiamata Rome, la cui etimologia è la parola greca rhome con il significato di "forza". Le fonti citano altri possibili eroi eponimi come Romo, figlio del troiano Emasione, o Rhomis, signore dei Latini e vincitore degli Etruschi.
Secondo altre interpretazioni di un certo interesse, il nome ruma sarebbe di origine etrusca, in quanto non è stato trovato l'etimo indoeuropeo e l'unica lingua non-indoeuropea della zona era l'etrusco. Il termine sarebbe entrato come prestito nel latino arcaico e avrebbe dato origine al toponimo Ruma (più tardi Roma) e a un prenome Rume (in latino divenuto Romus), dal quale sarebbe derivato il gentilizio etrusco Rumel(e)na, divenuto in latino Romilius. Il nome Romolo sarebbe quindi derivato dal nome della città e non viceversa.
In ogni caso la tradizione linguistica assegna al termine "ruma", in etrusco e in latino arcaico, il significato di mammella, come è confermato da Plutarco il quale, nella Vita di Romolo racconta che:
(Plutarco, Vita di Romolo, 4, 1.)

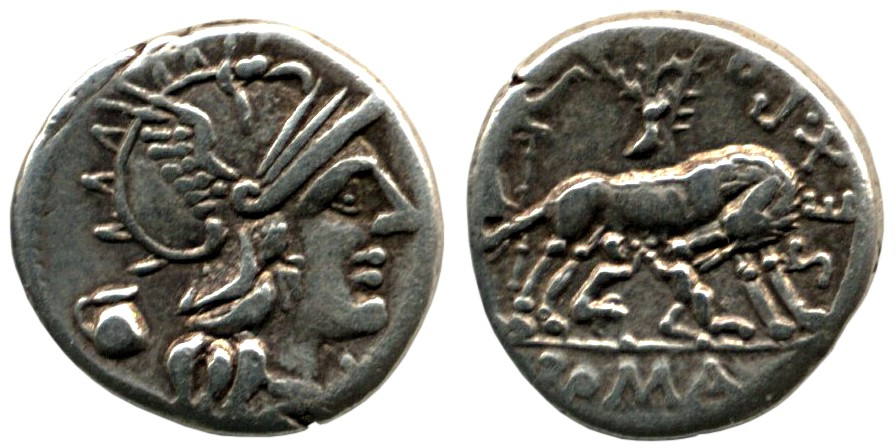
Il fico ruminale sul retro di un denario del 137 a.C. circa.

Questa interpretazione del termine ruma è quindi strettamente collegata con i motivi che hanno portato alla scelta, come simbolo della città di Roma, di una lupa con le mammelle gonfie che allatta i gemelli fondatori.
Anche sulla lupa sono da fare delle considerazioni: posto che alcuni ritengono che ad accudire i gemelli sia stata effettivamente una lupa (in quanto mammifero in grado di avere gravidanze plurigemellari) la quale, avendo perso i propri cuccioli a causa di un predatore, aveva vagato fino a quando, trovati i due neonati, li aveva allevati, impedendone così la morte certa, occorre rilevare che il termine "lupa" in latino assume anche il significato di prostituta (da cui, "lupanare", luogo dove si svolge la prostituzione), ed è quindi abbastanza probabile che la "lupa" in questione sia stata una prostituta.

#### I tre nomi di Roma
Secondo una tradizione diffusa nell'antichità, una città aveva tre nomi: uno sacrale, uno pubblico e uno segreto. Posto che al nome pubblico di Roma era unito il nome religioso di Flora o Florens, usato in occasione di determinate cerimonie sacre, quello segreto è rimasto sconosciuto. Il motivo e la necessità di questa segretezza riporta a un'altra tradizione diffusa presso gli antichi (ma anche in alcune culture contemporanee non occidentali) e che si ritrova anche nella storia dell'origine della scrittura: il nome di un oggetto o di una entità esprimeva l'essenza e l'energia dell'oggetto o entità che definiva. Nominare qualcosa equivaleva a renderlo vivo ed esistente e la conoscenza del nome significava, in pratica, avere il potere di influire, in bene o in male, sull'oggetto di cui si possedeva la conoscenza.
Nel caso di una città il nome segreto corrispondeva, di fatto, al nome segreto del Nume tutelare e infatti i Pontefici romani, nelle invocazioni, si rivolgevano a "Giove Ottimo Massimo o con qualunque altro nome tu voglia essere chiamato". In base a questo principio negli assedi veniva evocato il dio protettore della città assediata, promettendogli riti e sacrifici migliori, affinché abbandonasse la tutela della città nemica, e per questo motivo i romani conservarono con estrema cura il nome segreto della loro città. Quinto Valerio Sorano fu giustiziato per avere divulgato il nome.
Secondo il poeta e latinista Giovanni Pascoli, che ne parla nell'ode Inno a Roma, il nome segreto di Roma era il palindromo della stessa, Amor, cioè amore, il che significava la dedica segreta della città a Venere, dea dell'amore e della bellezza, ricollegandosi quindi al culto di Venere genitrice, madre di Enea e della stirpe romana. Molti storici hanno concordato con questa ipotesi.
Secondo altri studiosi, il nome segreto sarebbe Maia, la Pleiade madre di Mercurio, e il poeta Ovidio sarebbe stato esiliato per averlo rivelato o pronunciato. Le principali Pleiadi sono sette e Maia è la più grande; esse simboleggerebbero i Sette Colli di Roma.

## Il contesto geografico e orografico

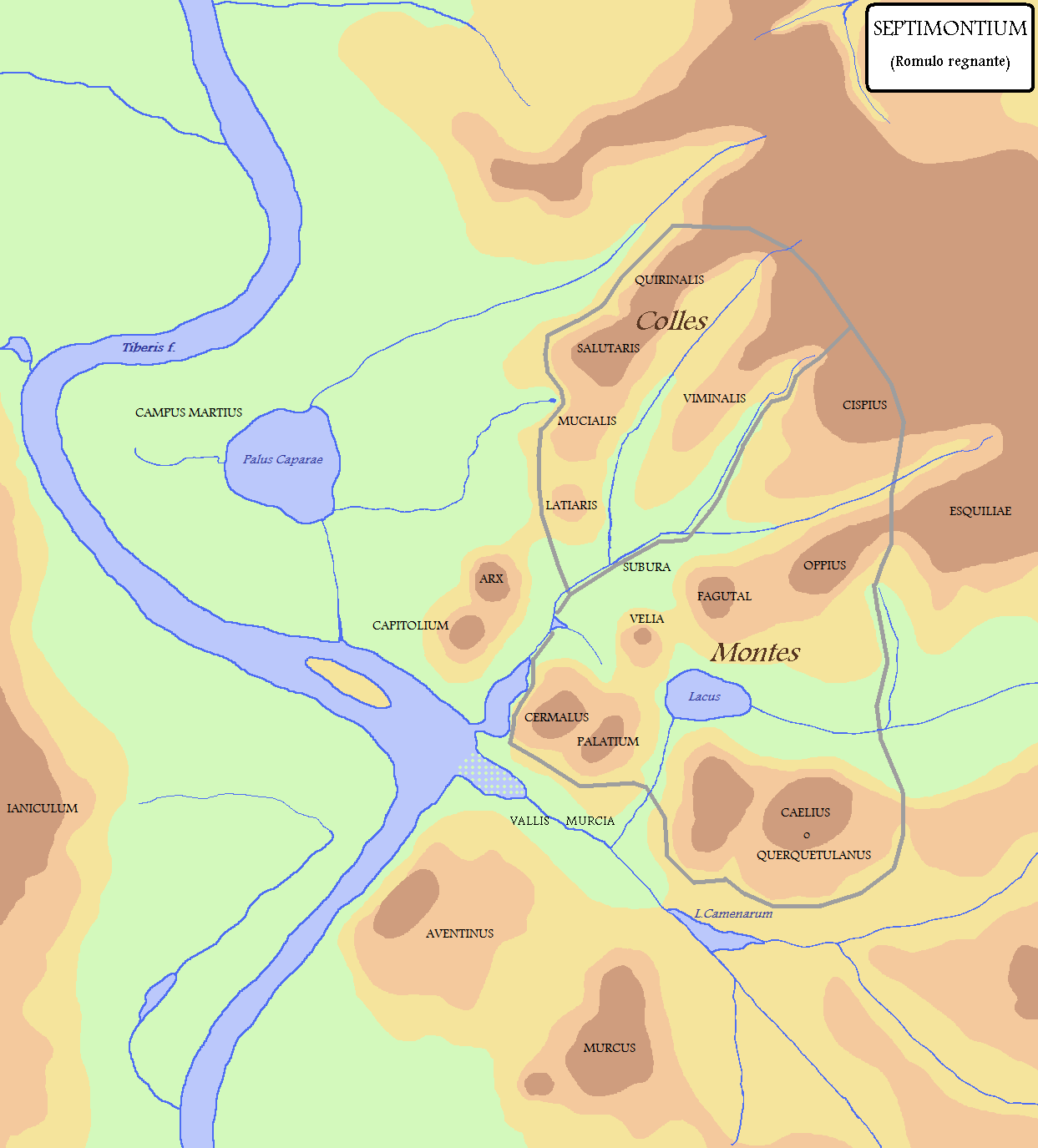
Lo scenario del septimontium dove nacque Roma antica.

La natura del luogo dove sorse il nucleo iniziale di Roma era adatta allo scambio di merci, tra cui il sale, di fondamentale importanza, e il bestiame, tra differenti culture. Una zona temperata dell'Italia centrale, poco distante dal mare, lungo la sponda sinistra del fiume Tevere dotata di insenature per l'attracco delle barche (il futuro portus Tiberinus), ai piedi di numerosi colli (in particolare Aventino, Palatino e Campidoglio) che costituivano un valido sistema di difesa da attacchi nemici e sulle cui sommità sorsero i primi abitati proto-urbani, nei pressi del guado dell'isola Tiberina dove confluivano i percorsi per l'approvvigionamento del sale che percorrevano la valle del fiume (la via Salaria dalla Sabina e la via Campana dal Tirreno), quelli costieri tra Etruria (con la vicina Veio) e Campania (con le colonie greche) e i tratturi per la transumanza delle greggi dall'Appennino.
Per il carattere "emporico" del luogo, che aveva nell'area del Foro Boario il centro sacro e commerciale, questo fu frequentato da Fenici fin dai decenni finali dell'VIII secolo a.C. e da Greci (probabilmente gli Eubei di Cuma) dal secondo quarto sempre dell'VIII secolo, oltre agli Etruschi e alle popolazioni italiche. Vi sorgeva un antichissimo santuario, l'Ara massima di Ercole, dedicato ad una divinità locale forse di origine sabina, assimilata al Melqart fenicio e più tardi all'Ercole greco-romano.

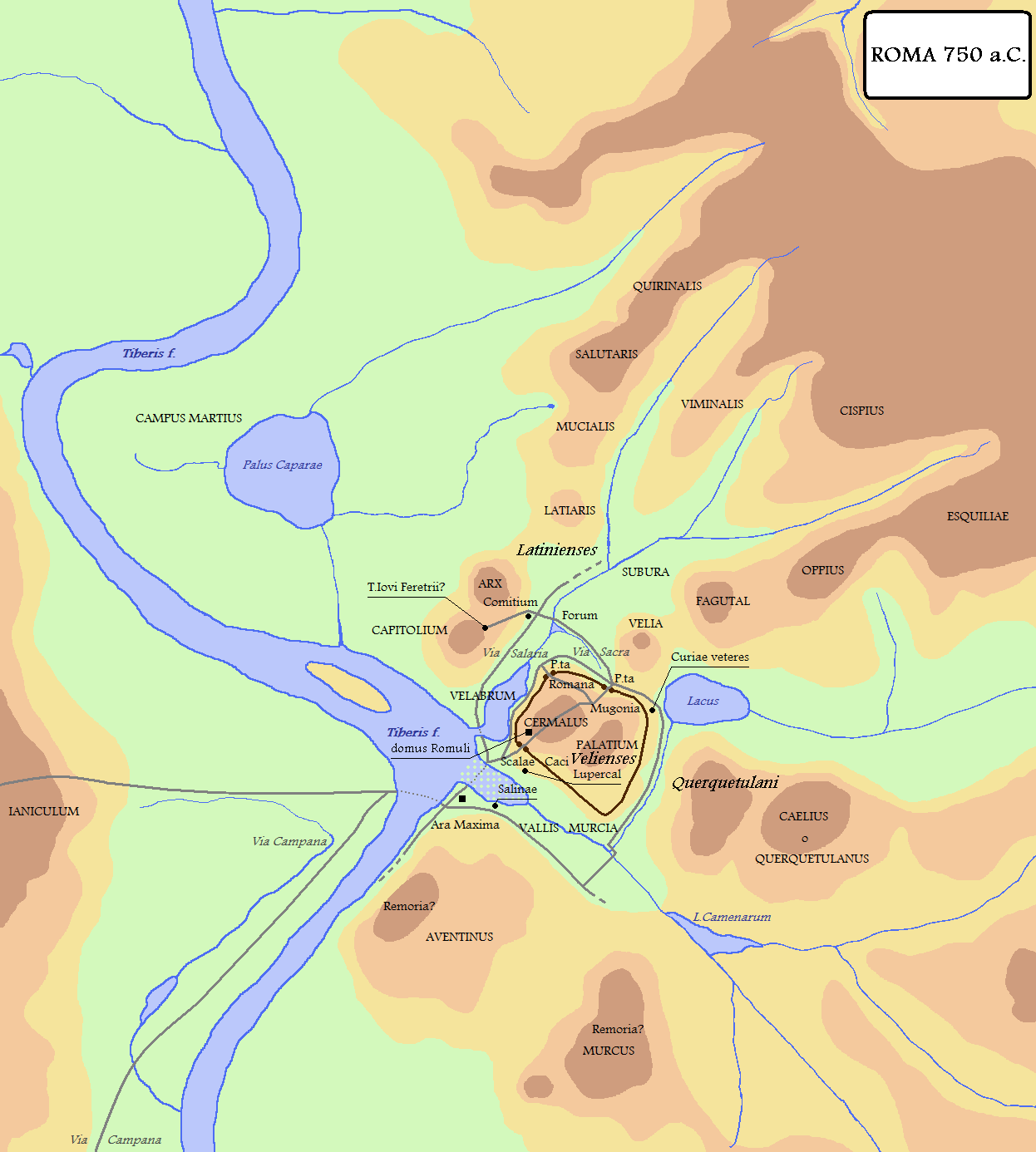
Roma negli anni prossimi alla sua "fondazione" (750 a.C. ca.)

In particolare, il sistema collinare è costituito da tre lunghe "dita di una mano" che si riuniscono a est nel pianoro dove attualmente sorge la stazione Termini (a sud Aventino e Celio; al centro Palatino, Velia ed Esquilino; più a nord Campidoglio e Quirinale), oltre alle "dita" più corte del Viminale e del Cispius, tra cui si interponevano alcune valli come la Vallis Murcia (tra Aventino e Palatino, occupata più tardi dal Circo Massimo), l'area del Foro romano (tra Palatino, Velia e Campidoglio) e la Subura (tra Quirinale, Viminale ed Esquilino). Nel centro proto-urbano di Roma, alcune di queste alture componevano il Septimontium, che con l'espansione della città fu poi allargato ai tradizionali "sette colli".
Il Tevere, inoltre, costituiva il confine naturale tra due differenti culture che, fin dalla fine dell'età del bronzo (dopo il 1000 a.C.), andavano ormai contrapponendosi anche etnicamente: la cultura laziale a sud (il Latium vetus dei Latini-Falisci) e quella villanoviana a nord (l'Etruria degli Etruschi).

## Documentazione archeologica e storica

### Media-tarda età del bronzo: XIV - XI secolo a.C.

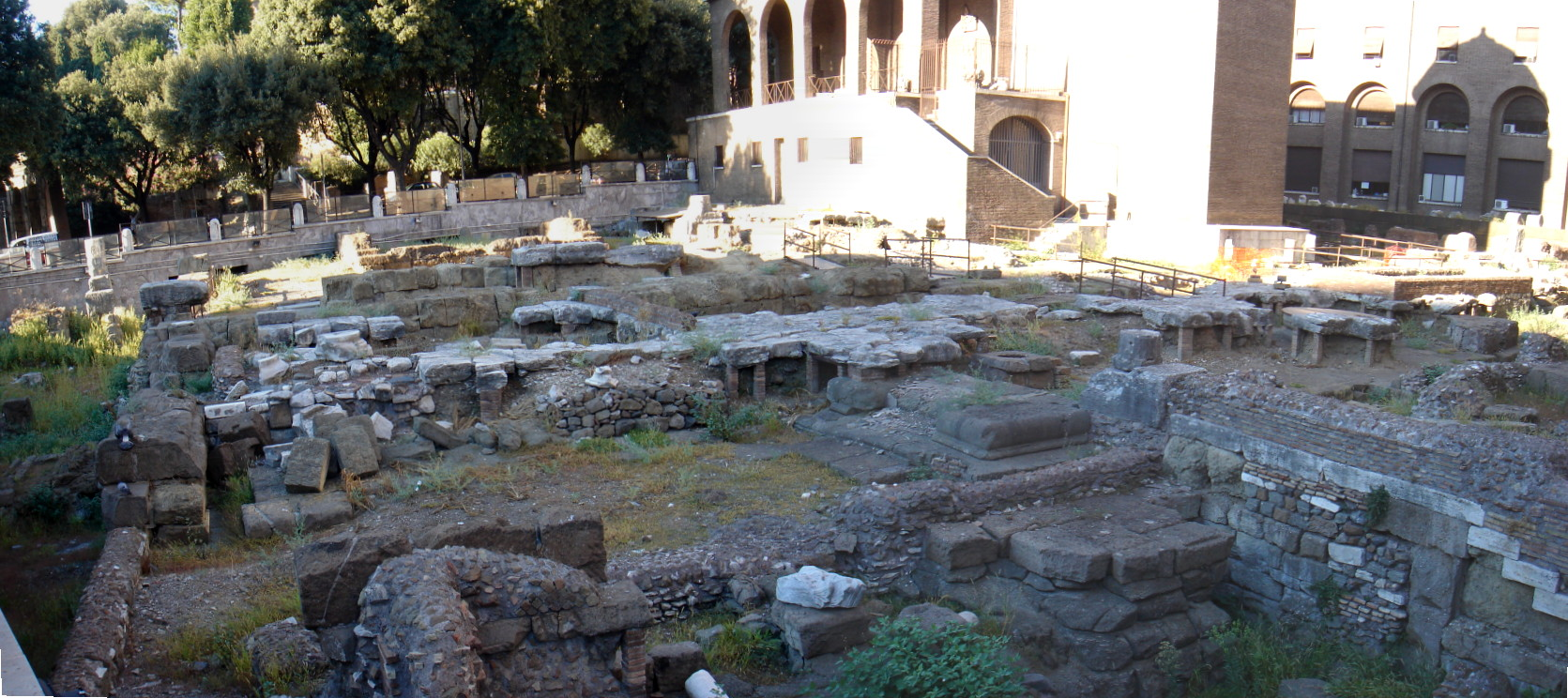
L'area "sacra" di Sant'Omobono.

Accanto alle fonti letterarie tramandateci, i moderni ritrovamenti archeologici hanno dimostrato la rilevanza delle attività  commerciali per il centro protostorico di Roma, trattandosi di un'area racchiusa da un lato dalla sponda sinistra del fiume Tevere e dall'altro dai tre vicini colli dell'Aventino, Palatino e Campidoglio, identificabile con il cosiddetto Foro Boario.
I reperti più antichi, che appartengono alla media età del Bronzo, sono quelli trovati nei pressi della chiesa di Sant'Omobono, sotto al colle del Campidoglio, a ridosso dell'ansa del fiume Tevere nella zona del Foro Boario (all'incrocio tra l'odierna via L. Petroselli e il Vico Jugario). Si tratta di frammenti di ceramica appenninica, databili intorno al XIV-XIII secolo a.C. e di ossa di animali. A partire da questo momento nuove tracce di vita andranno a estendersi prima nell'area del foro romano, dove sono stati trovati resti di insediamenti risalenti all'XI secolo a.C. e corredi funerari risalenti al X secolo a.C. Qui si formò, infatti, progressivamente nei pressi del guado del Tevere una struttura emporica (orrea) di scambio e approvvigionamento, sotto la protezione dell'Ercole italico, protettore del bestiame transumante.
Più recenti indagini archeologiche nel Giardino Romano del Palazzo dei Conservatori sul Campidoglio hanno permesso di rilevare lavori di sistemazione del suolo risalenti alla tarda età del bronzo, oltre alla scoperta di sepolture e di una zona destinata alla lavorazione di metalli, in uso sin dal IX secolo a.C., avvalorando così l'ipotesi della compresenza in epoca protostorica di insediamenti in diverse zone della futura città. 

### La fase protolaziale e le comunità albensi: X-IX secolo a.C.
Successivamente le testimonianze archeologiche si diffusero al vicino colle Palatino, dove sono stati rinvenuti i resti di una necropoli (risalenti sempre al X secolo a.C.), nella sella compresa tra le due cime del colle, il Germalus e il Palatium. E ancora sul Palatino sono stati trovati resti di insediamenti che si riferiscono al IX secolo a.C.. Riguardo agli usi funerari dell'epoca, sono stati rilevati il rito dell'inumazione e quello dell'incinerazione. Questo testimonia che la popolazione non era indifferenziata, ma esisteva già una primitiva differenza di classi. L'incinerazione era praticata dalla classe più ricca, i patrizi. La forma a capanna delle urne testimonierebbe la forma a capanne delle abitazioni primitive.

### Verso la nascita della città: VIII secolo a.C.

Segni di capanne sul Palatino risalenti all'VIII secolo a.C.

Un elemento di particolare rilievo nei ritrovamenti dell'area di S. Omobono è dato dal fatto che insieme ai reperti del XIV secolo sono stati ritrovati anche resti, di indubbia provenienza greca, risalenti all'VIII secolo, quindi esattamente coincidenti con l'epoca della fondazione di Roma secondo la tradizione letteraria latina. Tale circostanza è pertanto una conferma archeologica della realtà storica degli indizi che hanno poi contribuito a generare la tradizione mitologica sulle origini leggendarie della città.
Diverse teorie e studi cercano di collegare questi reperti; si tratta di ritrovamenti in un'area molto ristretta e che attestano la presenza di abitati nella zona del Campidoglio, Foro, Palatino in un'età anche antecedente a quella che la tradizione tramanda come data di fondazione della città.
La tradizione che racconta che Roma fu fondata con un atto di volontà di Romolo, sembra avere un fondamento di verità soprattutto in seguito alla scoperta, a opera dell'archeologo italiano Andrea Carandini, di un'antica cinta muraria (che potrebbe essere l'antico "muro di Romolo") costituita da un muro a scaglie di tufo, con alla sommità incastri e tracce di una palizzata e vallo risalente al 730 a.C., eretto sul Palatino nel versante volto verso la Velia dietro la basilica di Massenzio alla base nord-orientale del colle Palatino.
Tale cinta muraria potrebbe essere la conferma del tradizionale racconto sulla fondazione di Roma ed è quasi contemporanea a una fibula di bronzo dell'VIII secolo, raffigurante un picchio che acceca Anchise, il padre di Enea, punendolo per essersi unito a Venere. Secondo lo storico Tacito, infatti, il "solco primigenio" tracciato da Romolo sul Palatino, primo nucleo urbano della futura città di Roma, avrebbe incluso l'Ara massima di Ercole invitto, monumento non solo già esistente attorno alla metà dell'VIII secolo a.C., ma costituente uno dei quattro angoli della città quadrata. E sempre Tacito aggiunge che il Campidoglio e la sottostante piana del Foro romano furono aggiunti alla Roma quadrata da Tito Tazio.
Quest'ipotesi è stata ulteriormente confermata dalla scoperta nel 2005 di un grande palazzo ad architettura a capanna nell'area del tempio di Vesta che potrebbe essere il palazzo dei primi re di Roma. Muro, antico palazzo reale e primo tempio di Vesta fanno parte di un complesso architettonico risalente alla seconda metà dell'VIII secolo a.C. che sembra confermare l'esistenza di un progetto architettonico ben preciso già nella seconda metà dell'VIII secolo, data tradizionale della fondazione di Roma in questo periodo.
Un altro gruppo di studiosi non ritiene che Roma sia nata da un atto di fondazione, sul modello delle polis greche nel sud Italia e in Sicilia, ma piuttosto che la fondazione della città storicamente debba attribuirsi a un diffuso fenomeno di formazione dei centri urbani, presente in gran parte dell'Italia centrale, e che nella fattispecie comprenda un periodo di diversi secoli: dal XIV secolo al VII secolo a.C. La città si venne quindi formando attraverso un fenomeno di sinecismo durato vari secoli, che vide, in analogia a quanto accadeva in tutta l'Italia centrale, la progressiva riunione in un vero e proprio centro urbano degli insediamenti dispersi sui vari colli. In quest'epoca infatti i sepolcreti collocati negli spazi vuoti tra i primitivi villaggi furono abbandonati a favore di nuove necropoli poste all'esterno dell'area cittadina, in quanto tali spazi sono ora considerati parte integrante dello spazio urbano.
Ed è anche quello che verosimilmente può essere accaduto sul Palatino, che inizialmente era composto da vari nuclei abitativi indipendenti (Palatium e Cermalus) e che si concluse attorno alla metà dell'VIII secolo, corrispondente alla tradizionale data di fondazione del 753 a.C. Il Romolo della leggenda può essere stato, pertanto, il realizzatore della prima unificazione di questi nuclei in un'entità unica. Nei due secoli successivi, tale processo di unificazione fu probabilmente accelerato dall'occupazione etrusca della città andando a includere ora i famosi "sette colli".

### Fonti primarie
- Dionigi di Alicarnasso, Antichità romane. QUI versione in internet
- Eutropio, Breviarium ab Urbe condita, IX.
- Livio, Ab Urbe condita libri. QUI versione latina in internet
- Plutarco, Vita di Romolo. QUI versione in internet
- Strabone, Geografia, V.
- Varrone, De lingua latina, V.
- Publio Virgilio Marone, Eneide.

### Fonti storiografiche
- A.A. V.V., La grande Roma dei Tarquini, Roma, L'Erma di Bretschneider, 1990, ISBN 88-7062-684-9.
- Giovanni Brizzi, Storia di Roma. 1.Dalle origini ad Azio, Bologna, Pàtron, 1997.
- Andrea Carandini, La nascita di Roma: dei, lari, eroi e uomini all'alba di una civiltà, Torino, 1998.
- Andrea Carandini, Roma il primo giorno, Roma-Bari, Laterza, 2007.
- Filippo Coarelli, I santuari, il fiume, gli empori, in Storia Einaudi dei Greci e dei Romani, vol.13, Milano 2008.
- Pietro De Francisci, Sintesi storica del diritto romano, Roma 1968.
- Werner Keller, La civiltà etrusca, Milano, Garzanti, 1984, ISBN 88-11-76418-1.
- Theodor Mommsen, Storia di Roma antica, Firenze, Sansoni, 1972.
- Massimo Pallottino, Origini e storia primitiva di Roma, Milano, Rusconi, 1993, ISBN 88-18-88033-0.
- Renato Peroni, Comunità e insediamento in Italia fra età del bronzo e prima età del ferro, in Storia dei Greci e dei Romani, vol. 13, Einaudi 2008.
- M. Quercioli, Le mura e le porte di Roma, Newton Compton, Roma, 1982.